# Sucre amer (film, 1963)
Pour les articles homonymes, voir Sucre amer.
Pour plus de détails, voir Fiche technique et Distribution.
Sucre amer est un film documentaire français tourné en 1963 par Yann Le Masson sur l'île de La Réunion, département d'outre-mer dans le Sud-Ouest de l'océan Indien.

## Description
D'une durée de vingt-quatre minutes, il traite des élections législatives de 1963 à La Réunion, au terme desquelles Michel Debré fut élu député de La Réunion avec plus de 85 % des voix, au détriment de Paul Vergès, représentant le Parti communiste réunionnais. De fait, il met en évidence l'existence d'une vaste fraude électorale au profit du candidat. Le film est censuré pendant dix ans après sa sortie. 
Il est de plus le premier film documentaire sur une campagne électorale en France.